# گیلرمی پارائنسه
گیلرمی پارائنسه (پرتغالی: Guilherme Paraense; ۲۵ ژوئن ۱۸۸۴ – ۱۸ آوریل ۱۹۶۸) تیرانداز اهل برزیل بود.
وی در مسابقات کشوری و بین‌المللی در مجموع برندهٔ ۱ مدال طلا، ۱ مدال برنز شده‌است.